# Темпо (журнал)
Те́мпо (индон. Тempo) — ведущий общественно-политический еженедельник (журнал) в Индонезии на индонезийском языке.

## История
У истоков создания стояли известные индонезийские журналисты и литераторы Гунаван Мохамад, Юсрил Джалинус, Бур Расуанто, Усамах, Фикри Джуфри, Кристианто Вибисоно, Тути Какиайлату, Харджоко Триснади, Лукман Сетияван, Щубах Аса, Pен Умар Пурба, Путу Виджая, Исма Савитри, Салим Саид и др. Финансирование осуществлялось фондом «Джая Рая», образованным предпринимателем Чипутрой и возглавлявшимся Эриком Самолой. Первый номер вышел 6 марта 1971 г. с главной новостью о тяжелой травме знаменитого индонезийского бадминтониста Минарни на Играх Юго-Восточной Азии в Бангкоке. Передовая статья «Основы журналистики» была написана Гунаваном Мохамадом.
Журнал быстро завоевал популярность в стране и за оппозиционные настроения дважды запрещался властями: на два месяца в 1982 г. министром информации Али Муртопо «за нарушение журналистской этики» (на самом деле за публикацию материалов о беспорядках, возникших во время предвыборного митинга правящей тогда партии Голкар на площади Ментенг в Джакарте 18 марта 1982 г.) и в 1994 г. за комментарий по поводу закупки министром Хабиби военных кораблей бывшей ГДР. На этот раз журнал возобновил свои публикации только через четыре года, 12 октября 1998 г., уже после падения режима Сухарто. Однако, уже с 6 марта 1996 г. стала выпускаться электронная версия «Tempo Interaktif» (www.tempointeraktif.com), перезапущенная в 2008 г. на более современной основе (www.tempo.co). В 1975—1992 г г. с журналом сотрудничал будущий президент Индонезии Абдуррахман Вахид (Гус Дур), опубликовавший на страницах «Темпо» более ста статей и имевший в редакции свой стол.

## Современное положение
Журнал сохранил свою независимую редакционную политику и в послесухартовский период. Например, 27 июня 2010 г. он опубликовал статью о коррупции в полиции, основанную на утечках документов, свидетельствовавших о том, что шесть старших офицеров полиции при месячной зарплате около 1600 долларов США имели банковские счета, содержащие миллионы долларов. Несколько дней спустя (6 июля) два мотоциклиста в черных плащах бросили в редакцию журнала в центре Джакарты две бомбы. По распространенному мнению, нападение было связано с полицией. Критике подвергается и правящая верхушка. На обложке журнала от 16-22 сентября 2019 г. была помещена карикатура на президента Джоко Видодо: он был изображен с длинным носом — явный намек на героя сказки Пинокио, у которого нос удлинялся каждый раз, когда он врал.
С 12 сентября 2000 г. «Tempo» стал публиковаться также и на английском языке и выпускать ежедневную газету «Koran Tempo» (редактор Буди Сетьярсо — Budi Setyarso).

## Награды
- Приложение Tempo.co получило Серебряную награду «Лучшее мобильное медиа 2011» от Asia Digital Media Award 2011.
- Tempo.co стало чемпионом мира в конкурсе медиа-хакатона, организованном Global Editors Network в Вене 17 июня 2016 г.

## Журналисты в разные годы
- Абдуррахман Вахид
- Амарзан Исмаил Хамид
- Захаров С. С.